# 埃雷姆倫維州
埃雷姆倫維州是帛琉16個行政區之一，位於最大島嶼巴伯爾圖阿普島西部梅萊凱奧克州以西，面積約65平方公里，是面積最大的省份，2005年人口約317，首府為Imeong，